# مشروع زد (مشروع قاذفات)
المشروع زد (يُطلق عليه أيضًا مشروع القاذفات زد) كان مشروعًا عسكريًا لإمبراطورية اليابان، على غرار المشروع الألماني النازي أمريكا بومبر، لتصميم قاذفة قنابل قادرة على الوصول إلى أمريكا الشمالية.

## الطائرة المخطط لها
هدف المشروع زد صنع ستة محركان 5,000 حصان (3,700 كـو) . و شركة ناكاجيما الطائرات بدأت بوضع اقتراح توأمة محركات ناكاجيما ها-44 (أكبر محرك قوي متوفرة في اليابان).
تم تقديم التصميمات للجيش الإمبراطوري الياباني، بما في ذلك Nakajima G10N وKawasaki Ki-91 وNakajima G5N. لا شيء ، باستثناء G5N، تم تطويره خارج النماذج الأولية. في وقت متأخر من الحرب، تم إلغاء المشروع وغيرها من المشاريع الثقيلة.